# Рапіно
Рапіно (італ. Rapino) — муніципалітет в Італії, у регіоні Абруццо,  провінція К'єті.
Рапіно розташоване на відстані близько 145 км на схід від Рима, 70 км на схід від Л'Аквіли, 15 км на південь від К'єті.
Населення — 1329 осіб (2014).
Щорічний фестиваль відбувається 10 серпня. Покровитель — святий мученик Лаврентій.

## Демографія
Населення за роками:

Станом на 1 січня 2023 року в муніципалітеті офіційно проживало 59 іноземців з 13 країн, серед них 12 громадян країн Євросоюзу та 2 громадяни України.

## Сусідні муніципалітети
- Фара-Філіорум-Петрі
- Гуардіагреле
- Пеннап'єдімонте
- Преторо
- Сан-Мартіно-сулла-Марручина